# Caacupé
Caacupé (guaraní: Ka'akupe) és una ciutat del Paraguai, capital del departament de la Cordillera. Es troba a 54 km d'Asunción, sobre el llac Ypacaraí.
La ciutat, fundada el 1770, és seu de la diòcesi de Caacupé i és considerada la capital espiritual del país. Caacupé és coneguda per la celebració de la Mare de Déu dels Miracles, tots els 8 de desembre. La imatge esculpida de la Mare de Déu data del segle xvi i s'ubica en un important centre de pelegrinatge.

## Origen del nom
El seu nom deriva de l'expressió guaraní Ka'agykupe, la qual significa darrere de la muntanya.

## Població
Durant el cens del 2002 Caacupé tenia una població urbana de 19.131 habitants (42.127 al districte), segons la Direcció General d'Estadística, Enquestes i Censos del Paraguai.